# Berberis fendleri
Berberis fendleri  là một loài thực vật có hoa trong họ Hoàng mộc. Loài này được A.Gray mô tả khoa học đầu tiên năm 1849.